# Tamara Gačečiladze
Tamara »Tako« Milanova (prej Gačečiladze ;gruzinsko თამარა "თაქო" მილანოვა prej გაჩეჩილაძე), gruzijska pevka, besedilopiska in igralka, *17. marec 1983, Tbilisi

## Kariera
Tamara se je leta 2008 udeležila nacionalnega izbora za pesem Evrovizije 2008. V izboru je nastopila s pesmijo »Me and My Funky«, kjer se je uvrstila na deseto mesto. Na izboru je nastopila tudi kot članica kvarteta Stephane & 3G in se je s pesmijo »I'm Free« uvrstila na četrto mesto. Skupina bi morala zastopati Gruzijo na tekmovanju za pesem Evrovizije 2009 s pesmijo »We Don't Wanna Put In«, vendar je bila skupina diskvalificirana zaradi pesmi s politično vsebino. Leta 2011 bi morala nastopiti v gruzijskem nacionalnem finalu za pesem Evrovizije 2011, a je na koncu odstopila zaradi zdravstvenih težav.
Leta 2017 je zastopala Gruzijo na tekmovanju za pesem Evrovizije 2017 s pesmijo »Keep the Faith«, vendar se ni uvrstila v finale, saj je v prvem polfinalu končala na 11. mestu.

## Osebno življenje
Leta 2018 se je Gačečiladze poročila z bolgarskim tekstopiscem Borislavom Milanovom. Spoznala sta se, ko sta oba sodelovala na tekmovanju za pesem Evrovizije 2017. Živita v Avstriji in imata dva otroka.

## Diskografija

### Pesmi
- »Me and My Funky« (2008)
- »Keep the Faith« (2017)